# Lilla Igelsjön (Askersunds socken, Närke)
Lilla Igelsjön är en sjö i Askersunds kommun i Närke och ingår i Motala ströms huvudavrinningsområde.